# Lilla Sjötullsbron

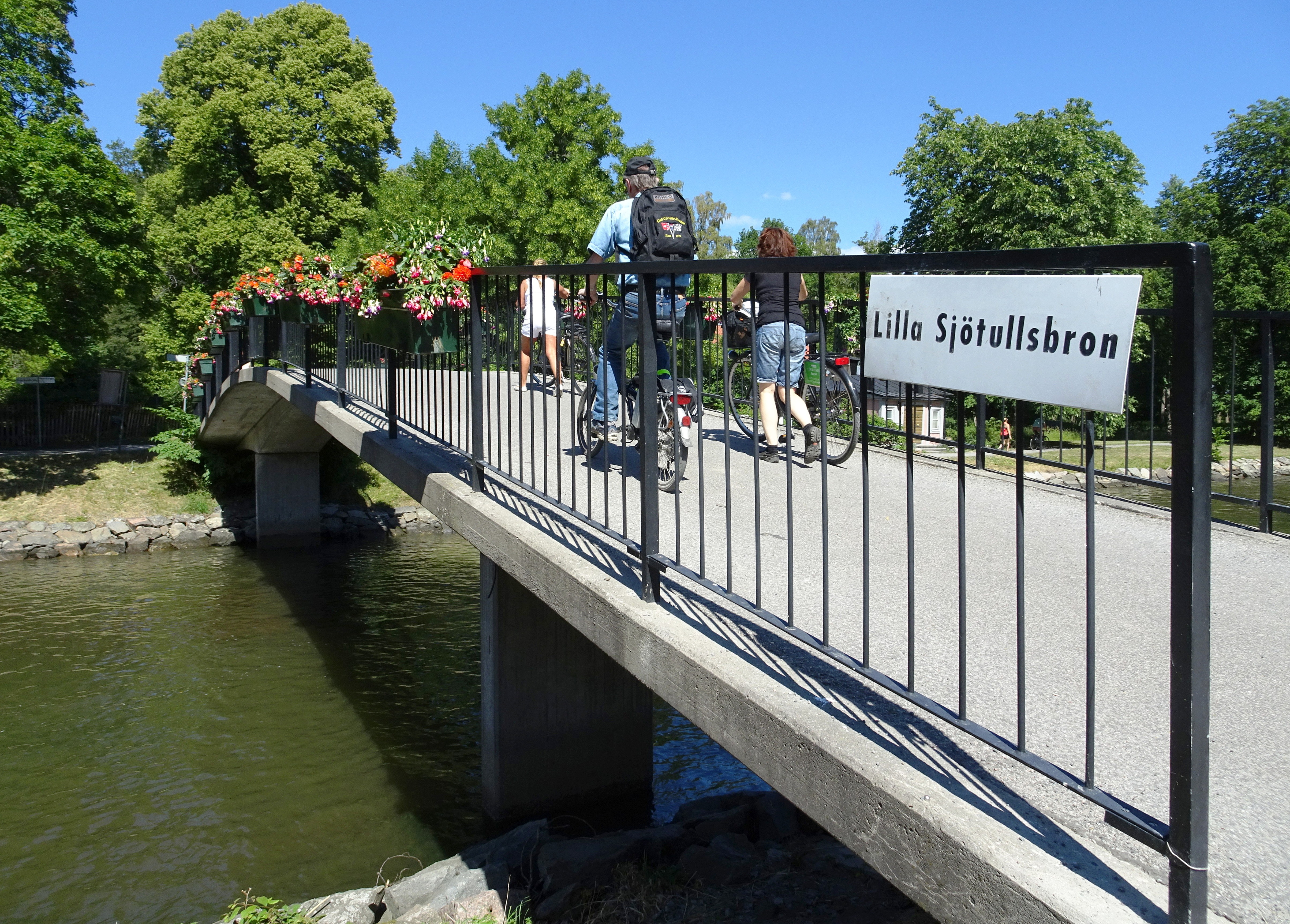
Lilla Sjötullsbron 2018.

Lilla Sjötullsbron är en gång- och cykelbro över Djurgårdsbrunnskanalen på Djurgården i Stockholm.

## Bilder

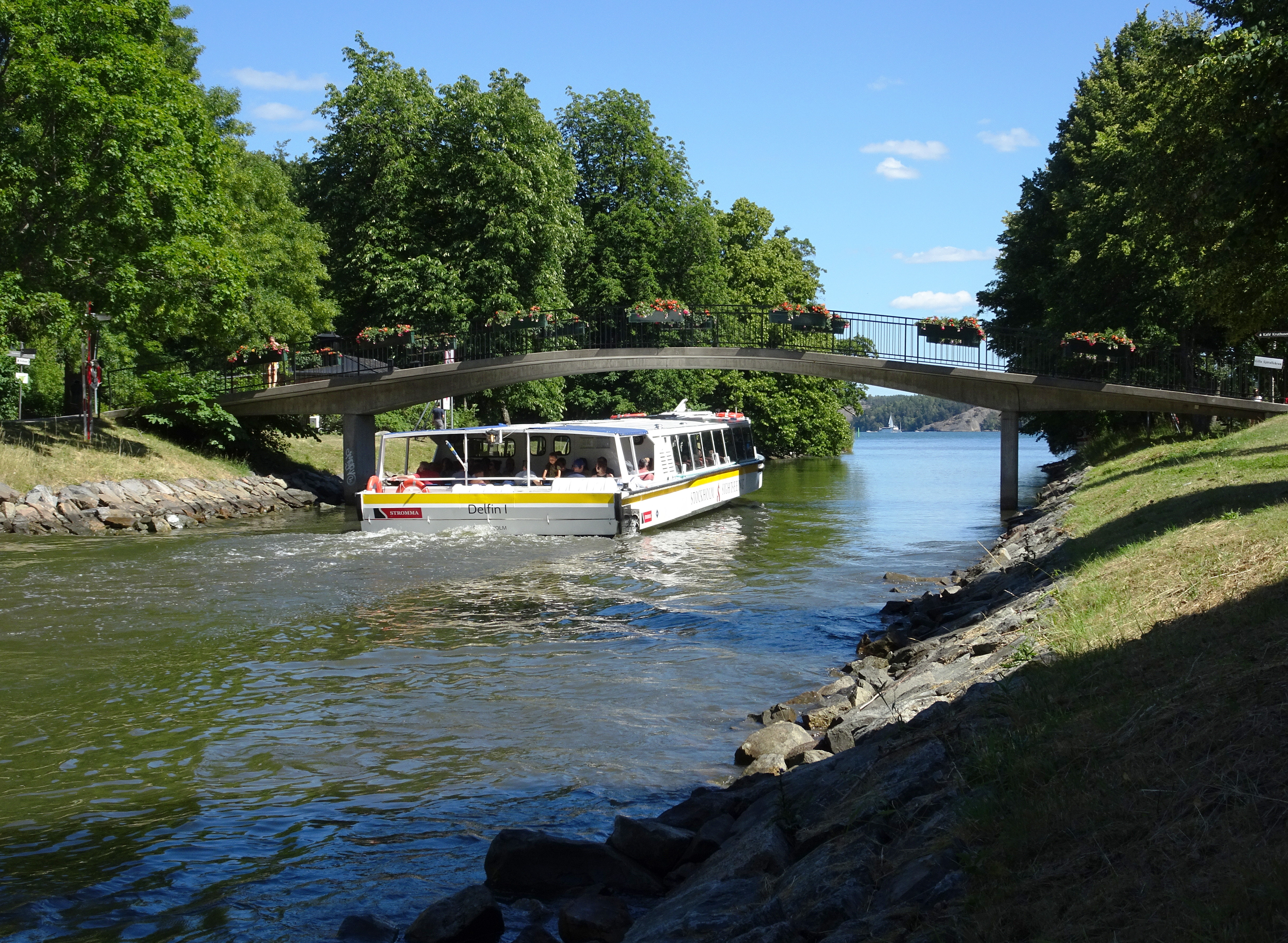
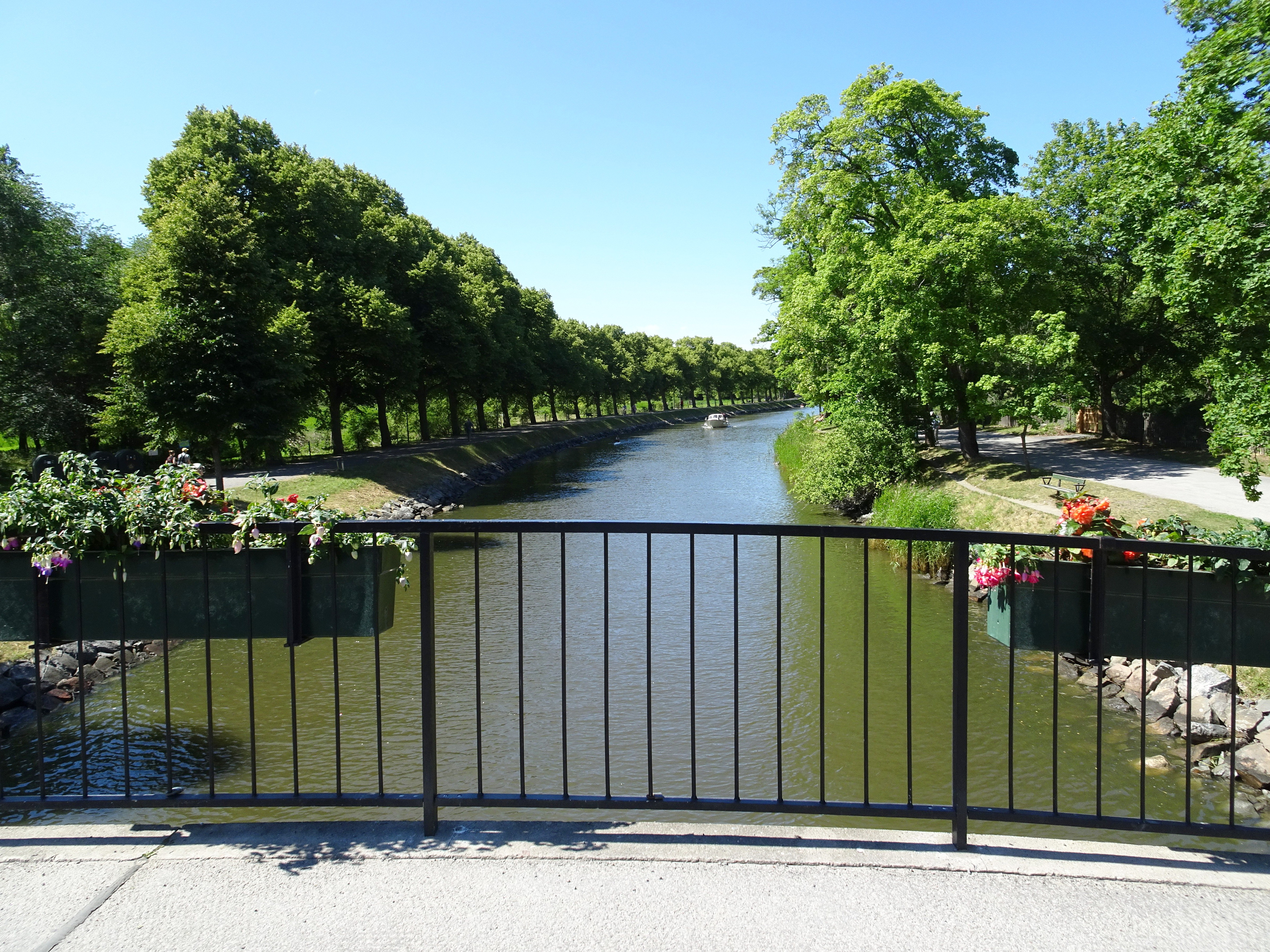
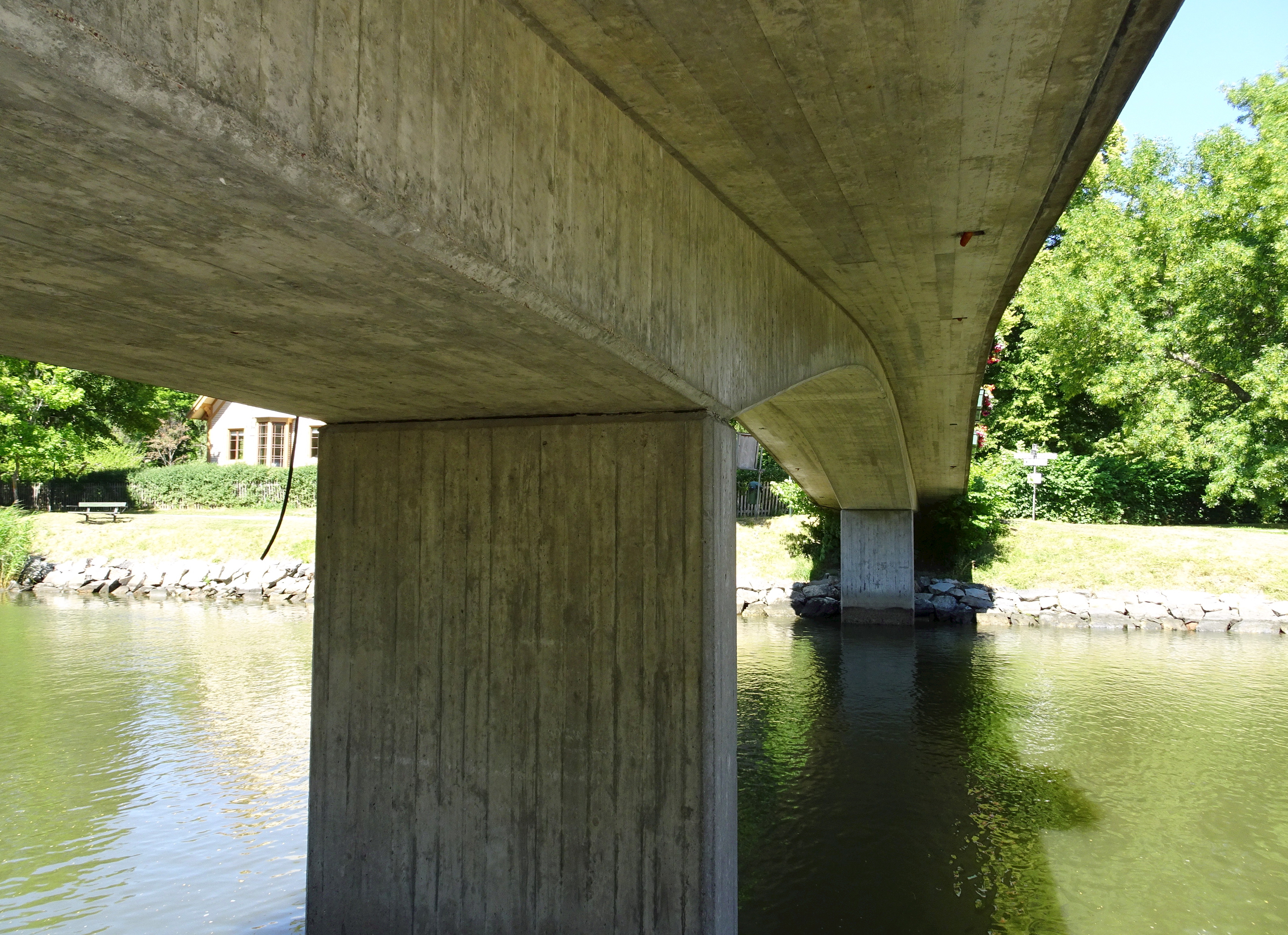
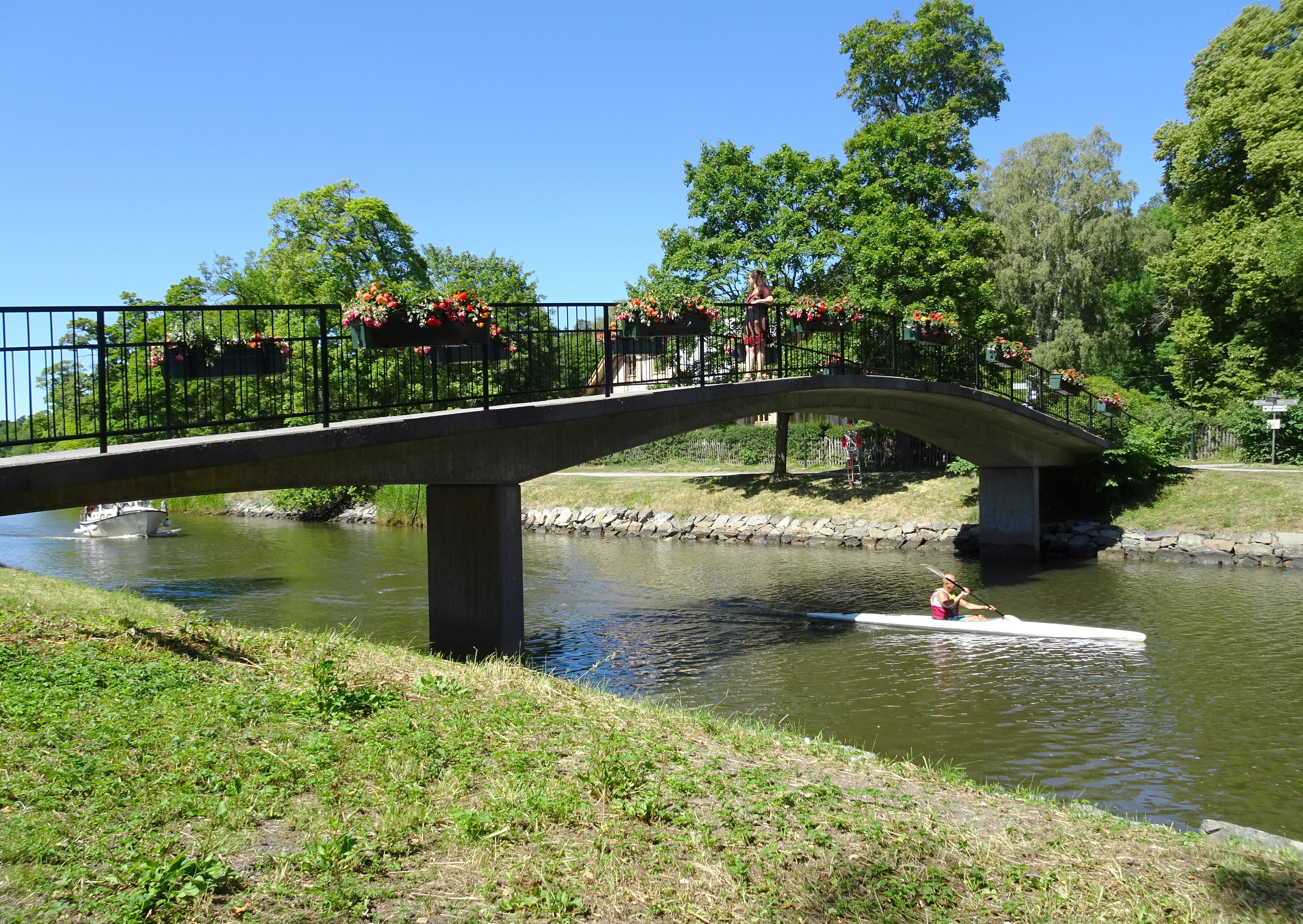

## Byggnadsbeskrivning
Den lilla bågbron uppfördes 1965 i betong. Bron är 3,8 meter bred och 32 meter lång, varav det fria spannet är 21 meter över kanalen. Den segelfria höjden är 3,3 meter. Bron invigdes den 21 januari 1966 av dåvarande trafikborgarrådet Thorsten Sundström. Bron har sitt namn efter kanalens tullbyggnad Lilla Sjötullen som byggdes på 1830-talet och ligger strax intill.